# Вадільйо-де-ла-Сьєрра
Вадільйо-де-ла-Сьєрра (ісп. Vadillo de la Sierra) — муніципалітет в Іспанії, у складі автономної спільноти Кастилія-і-Леон, у провінції Авіла. Населення — 89 осіб (2010).
Муніципалітет розташований на відстані близько 120 км на захід від Мадрида, 36 км на захід від Авіли.

## Демографія
Динаміка населення (INE ):